# Харрис, Джеймс, 1-й граф Малмсбери
Джеймс Харрис(англ. James Harris, 1st Earl of Malmesbury; 21 апреля 1746 — 21 ноября 1820) — английский дипломат. С 1800 года граф Малмсбери.

## Биография

### Дипломатическая деятельность
С 1771 по 1775 был посланником при дворе Фридриха Великого. Был посредником при заключении брака между принцем Уэльским (позже король Георг IV) и Каролиной Брауншвейгской.

### В России
В «Русском архиве» было помещено несколько отрывков из большой корреспонденции Джеймса Харриса, бывшего с 1778 по 1783 года британским посланником при дворе императрицы Екатерины II. Получив возможность в настоящее время познакомиться со всею перепиской этого знаменитого дипломата, мы можем представить русский двор глазами иностранца. Эти записи весьма любопытны: они явственно представляют могущество русского двора во времена Екатерины Великой, когда за нами ухаживали все европейские державы, и одна интриговала против другой, чтобы только добиться союза с Россией. Того же добивался и Джеймс Харрис. В частности, используя своё влияние, он всячески препятствовал миссии первого посла США в России Ф.Дейны, стремясь не допустить признания независимости США со стороны России.
Как дипломат, перед средствами Джеймс Харрис не останавливался: ухаживал за Паниным, Потёмкиным, Безбородко, льстил императрице и придворным, употребляя подкуп и другие подобные средства. Но старания его не увенчались успехом. Измученный и раздосадованный неудачными хлопотами, он раздраженно относился к петербургскому двору, к образу жизни императрицы и придворных. Не добившись желанного и расстроив северным климатом здоровье, Джеймс Харрис уехал из России в конце лета 1783 года.